# Ezra Pound
Ezra Weston Loomis Pound (n. 30 octombrie 1885 Hailey, Idaho, SUA - d. 1 noiembrie 1972 Veneția, Italia) a fost un poet american, reprezentant de marcă al modernismului literar al secolului XX. Pound a urmat timp de doi ani cursurile Universității din Pennsylvania, după care a fost transferat la colegiul Hamilton. După finalizarea studiilor, activează ca profesor o perioadă scurtă de timp la colegiul Wabash.
Ezra Pound a sugerat numele unei mișcări britanice de avangardă, lansată în 1914, sub denumirea de vorticism, mișcare în legătură cu futurimsul și cubismul și s-a manifestat în special în domeniul artelor vizuale.
Ezra Pound publică prima sa colecție de poezii With Tapers Quenched, în 1908. Aceasta a fost urmată de Personae and Exultations (1909) și de volumul de eseuri critice, Spirit of Romance (1910). Prima antologie Des Imagistes a apărut în anul 1914, an în care Pound a devenit coeditor al revistei Blast. Începând cu anul 1917 este redactor la revista Little Review și corespondent la Paris pentru The Dial.
Pound călătorește în Europa, stabilindu-se în cele din urmă la Londra. În această perioadă, Pound s-a implicat în politica fascistă și s-a întors în Statele Unite abia în 1945, când a fost arestat sub acuzația de trădare datorită difuzării propagandei fasciste la posturile de radio din Statele Unite în timpul celui de-al Doilea Război Mondial. Considerat a fi nebun, a fost închis într-un azil timp de 12 ani. În această perioadă el a continuat să scrie poezie, publicând The Pisan Cantos în 1948 și Rock Drill: 85-95 de los Cantares în 1956. După ce a fost eliberat, în 1958, Pound a revenit în Italia.
Din creația poetică a lui Ezra Pound mai fac parte următoarele volume: A Lume Spento (1908), A Quinzaine for This Yule (1908), Exultations (1909), Canzoni (1911), Ripostes (1912), Cathay (1915), Lustra (ediția din 1916), Hugh Selwyn Mauberley (1920).
Întreaga creație poetică a lui Ezra Pound a fost publicată în doar două volume: Collected Shorter Poems (Londra,1984) - ediția americană fiind intitulată Personae: Collected Poems (1971) și The Cantos of Ezra Pound (1972).
Ezra Pound a decedat la 1 noiembrie 1972, la Veneția, Italia.